# اورولوک
اورولوک یکی از تقسیمات کشوری ایالت پوناپی در ایالات فدرال میکرونزی است.

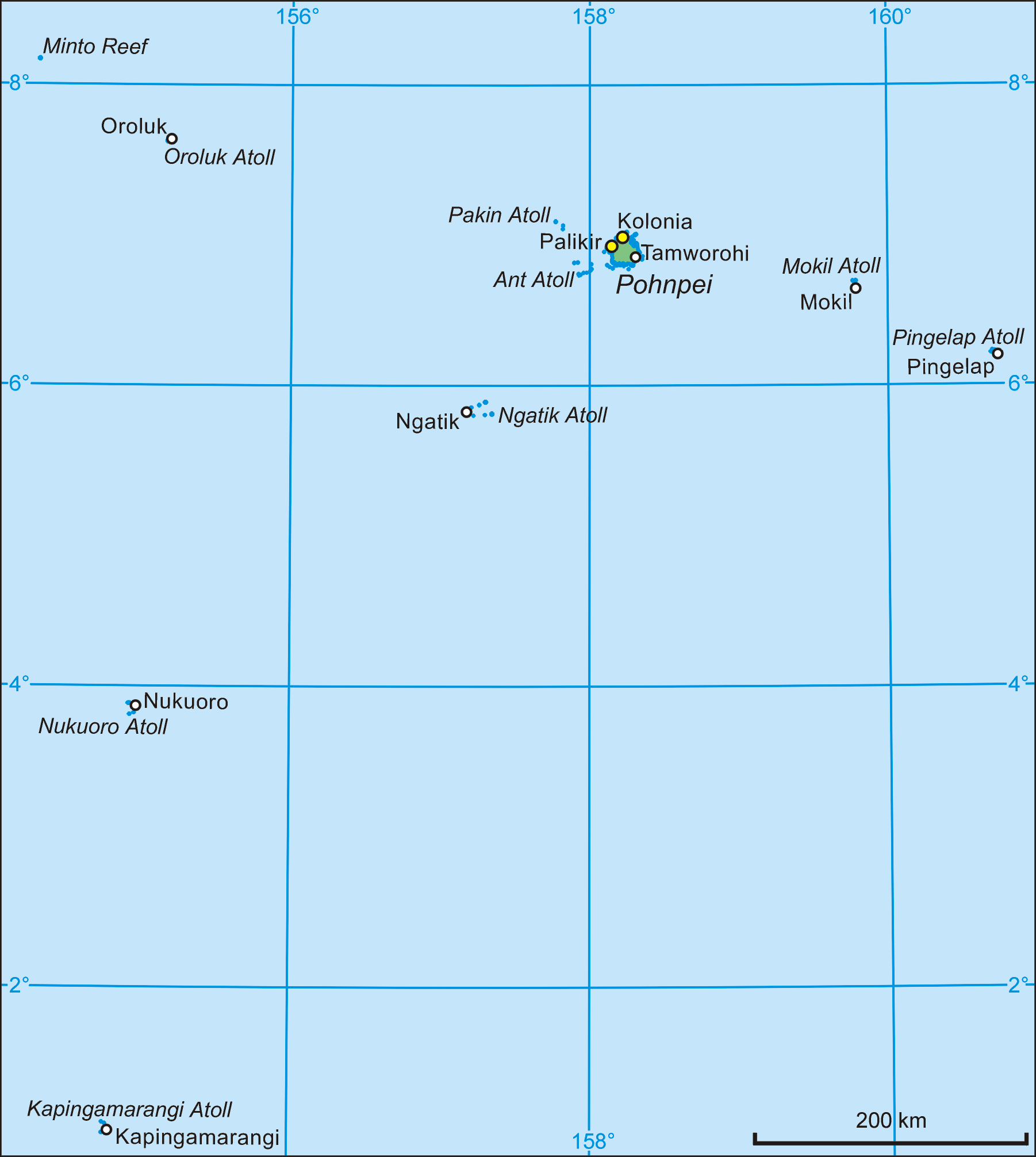
نقشه ایالت پوناپی

## جزئیات
شهرداری اورولوک، آب‌سنگ حلقوی اورولوک و آب‌سنگ مینتو را در بر می‌گیرد.
با ۱۰ نفر جمعیت (۶ نفر در سرشماری سال ۱۹۸۰) در این شهرداری، تقریباً کسی زندگی نمی‌کند. آب‌سنگ مینتو در شمال باختری‌ترین بخش ایالت پوناپی، کاملاً خالی از سکنه است.